# Колльман, Вальтер
Ва́льтер Ко́лльман (нем. Walter Kollmann; 17 июня 1932, Австрия — 16 мая 2017) — австрийский футболист, игравший на позиции защитника за клуб «Ваккер» (Вена). Бронзовый призёр чемпионата мира 1954 года и участник чемпионата мира 1958 года в составе национальной сборной Австрии.

## Клубная карьера
В профессиональном футболе дебютировал в 1951 году за команду «Ваккер» (Вена), цвета которой и защищал на протяжении всей своей карьеры, которая продолжалась десять лет.

## Карьера в сборной
23 ноября 1952 года дебютировал в официальных матчах в составе национальной сборной Австрии в матче против Португалии (1:1). В течение карьеры в национальной команде провёл в её форме 16 матчей.
В составе сборной был участником Олимпийских игр 1952 в Хельсинки. Участвовал в чемпионате мира 1954 года в Швейцарии, на котором команда завоевала бронзовые награды. На этом турнире он сыграл в матче за третье место против Уругвая (3:1). На чемпионате мира 1958 года в Швеции также вышел на поле лишь в одном матче — против англичан (2:2).
Умер 16 мая 2017 года на 85-м году жизни.